# Steve Hewitt
Steve Hewitt (Manchester, 22 marzo 1971) è un batterista britannico membro dal 1996 al 2007 dei Placebo.
Inizia a suonare con gli Electric Crayons insieme a Tim Burgess dei Charlatans, e con Mystic Deckchairs. Grazie ad un annuncio nel "Afflecks Palace" a 17 anni si unisce ai Breed per il loro tour in Germania ma finirà per lasciare il gruppo per 18 mesi per registrare l'album-debutto dei Boo Radleys e andare in concerto con loro. Contemporaneamente suona anche con i K-Klass che tre il 1991 e il 1994 piazzano 5 singoli nella Top 40. Scrive anche motivi per le pubblicità delle auto ma i soldi non arrivano e proprio per questi e diversi concerti andati male anche i Breed decidono di sciogliersi. La ragazza di Hewitt resta incinta, proposte musicali non arrivano, quindi decide di cercarsi un lavoro: fa di tutto, carpentiere, costruttore di macchine per la Williams. La sua passione per la musica però è troppo grande così decide di rimettersi in gioco e dopo aver ascoltato il primo disco dei Placebo decide di unirsi a loro per il secondo. Nel 2007, Hewitt lascia la band e viene sostituito da Steve Forrest.
A settembre 2010 esce il primo album dei Love Amongst Ruin, band di cui è leader.

## Curiosità
- È un batterista e chitarrista mancino.
- Suona batterie Sonor e Yamaha.
- Suona chitarre Gibson Les Paul.